# Brody Młockie
Brody Młockie – wieś w Polsce położona w województwie mazowieckim, w powiecie ciechanowskim, w gminie Glinojeck.
W latach 1975–1998 miejscowość administracyjnie należała do województwa ciechanowskiego.
Brody Młockie powstały przez wydzielenie wsi z obszarów Młocka.